# بخش‌های دپارتمان پیرنه-اورینتال
بخش‌های دپارتمان پیرنه-اورینتال (انگلیسی: Arrondissements of the Pyrénées-Orientales department) شامل ۳ بخش به شرح زیر است:
1. بخش سره با ۶۴ کمون (فرانسه) و جمعیت ۷۲ هزار نفر در سال ۲۰۱۳ می‌باشد.
2. بخش پرپینیان با ۳۹ کمون (فرانسه) و جمعیت ۳۴۷ هزار نفر در سال ۲۰۱۳ می‌باشد.
3. بخش پرد با ۱۲۳ کمون (فرانسه) و جمعیت ۴۲ هزار نفر در سال ۲۰۱۳ می‌باشد.